# Alphitonia ferruginea
Alphitonia ferruginea là một loài thực vật có hoa trong họ Táo. Loài này được Merr. & L.M.Perry mô tả khoa học đầu tiên năm 1939.